# クイーン・マーガレット大学
クイーン・マーガレット大学（Queen Margaret University）は、スコットランドの大学。校名はマーガレット・オブ・スコットランドに由来する。旧名のクイーン・マーガレット・ユニバーシティ・カレッジ（Queen Margaret University College）、クイーン・マーガレット・カレッジ（Queen Margaret College）でも知られる。1875年創立。